# Felipe Nasr
Luiz Felipe de Oliveira Nasr (Brazíliaváros, 1992. augusztus 21. –) brazil autóversenyző, 2015-ben és 2016-ban a Sauber Formula–1-es csapat versenyzője volt.
2009-ben Formula BMW Európa-bajnok, 2011-ben brit Formula–3-as bajnok, 2018-ban pedig WeatherTech SportCar bajnok lett.

## Pályafutása

### Gokart
Nasr 2000-ben kezdte el a gokartozást, mindössze 8 éves korában, 2007-ig űzte és ezalatt több bajnoki címet is nyert.

### A Formula–1-ben

#### Williams (2014)
2014. február 22-én Nasrt kinevezték teszt- és tartalék pilótának, a Williams-el úgy állapodott meg, hogy 3 teszten és 5 pénteki első szabadedzésen indulhasson.

#### Sauber (2015–16)
2014. november 5-én bejelentették, hogy Marcus Ericsson csapattársaként a Sauber versenyzője lesz a 2015-ös, 2016-os szezonban.
2016-ra a Sauber abszolút utolsó erőnek számított és a szezonban Nasr csupán 2 pontot szerzett az utolsó előtti versenyen, a brazil nagydíjon. Csapattársa Ericcson pedig pont nélkül zárta az idényt. Később bejelentették, hogy a Banco do Brasil szerződést bontott a csapattal és ez a cég támogatta a brazil versenyzőt, ennek is betudható, hogy 2017-re kiesett a királykategóriából. Helyét Pascal Wehrlein vette át.

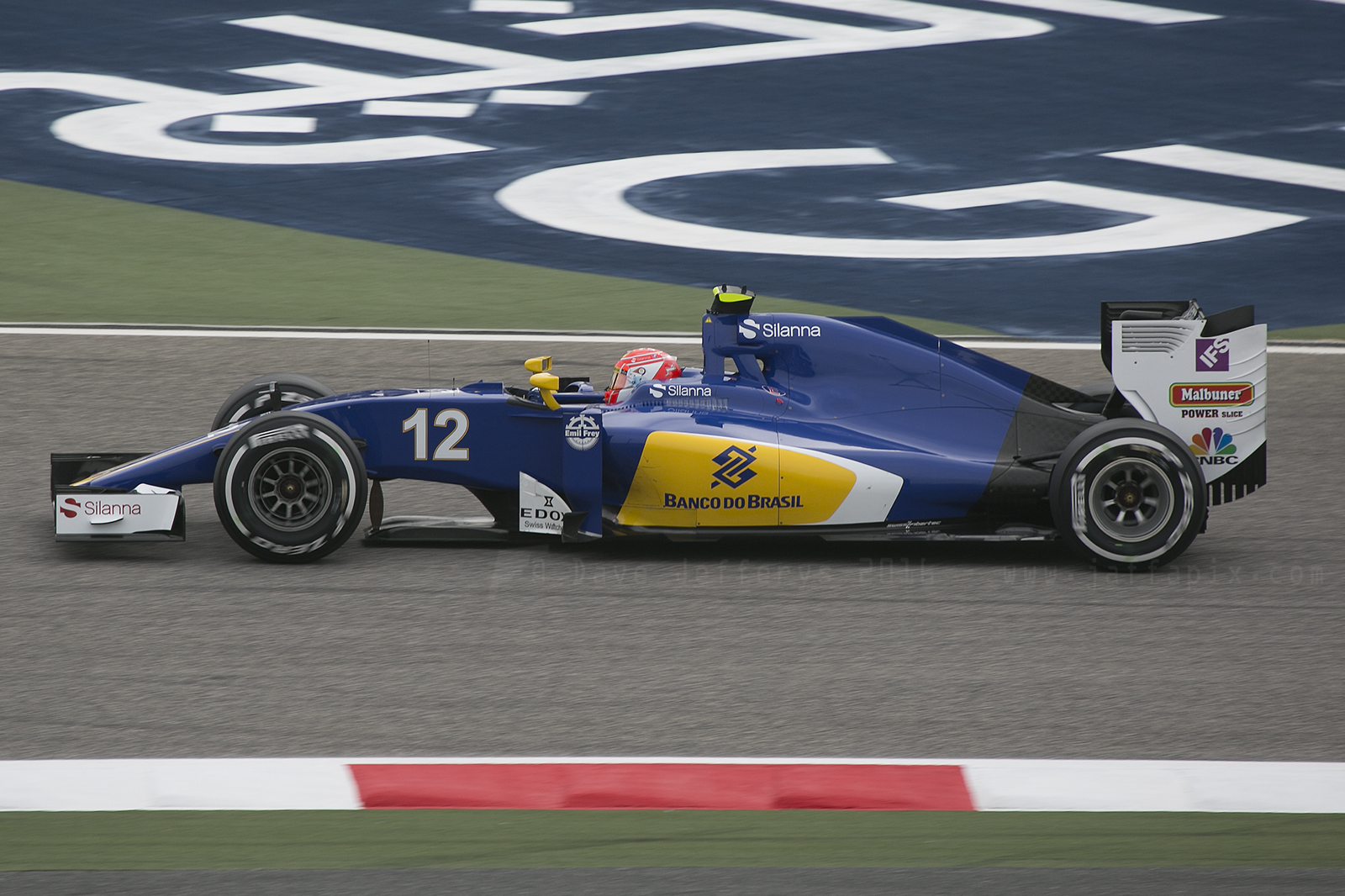
Nasr a Saubert vezetve a 2015-ös bahreini nagydíjon

#### 2017
A 2017-es szezon rajtja előtt sokáig úgy tűnt, hogy a Manor csapatával fog indulni, amely gárda elől megszerezte azt a 2 pontot a konstruktőri bajnokságban és ezért az alakulat elesett egy jelentős pénzbevételtől és végül 2017 decemberében előbb csődeljárás alá került, majd csődbe ment.

### Le Mans-i 24 órás autóverseny
2018-ban indult a Le Mans-i 24 órás versenyen az LMP2-es kategóriában a Cetilar Villorba Corse csapatával, 342 kör megtétele után a 19. helyen intették le. A kategóriában pedig  a 11. helyen végzett.

### Formula–E
2018 januárjában csatlakozott a Dragon Racinghez a marrákesi újonc tesztre, de szerződési kérdések miatt a versenyen nem tudott részt venni. A következő hónapban bejelentették, hogy sikerült megállapodni a csapattal és ő vette át Maximilian Günther helyét a mexikói, Hongkong-i és a sanyai hétvégékre.

### IndyCar
Részt vett a 2020-as IndyCar szezon előtti tesztjén Sebringben és az egyik napot meg is nyerte. 2020. március 10-én a Carlin csapata bejelentette, hogy a 31-es rajtszámú autót ő fogja vezetni a szezonnyitón, St. Petersburgben, azonban a versenyt nem sokkal később törölték és a brazil pilótának csak erre az egy futamra volt szerződése.

## Eredményei

### Karrier összefoglaló
| Szezon  | Bajnokság                          | Csapat                    | Verseny     | Győzelem    | Pole        | Leggyorsabb kör | Dobogós helyezés | Pont        | Helyezés    |
| ------- | ---------------------------------- | ------------------------- | ----------- | ----------- | ----------- | --------------- | ---------------- | ----------- | ----------- |
| 2008    | Formula BMW Amerika                | Amir Nasr Racing          | 2           | 0           | 0           | 0               | 1                | 25          | 10.         |
| 2009    | Formula BMW Európa                 | EuroInternational         | 16          | 5           | 6           | 6               | 14               | 392         | 1.          |
| 2009    | Formula BMW Pacific                | EuroInternational         | 3           | 2           | 2           | 2               | 2                | –           | HN†         |
| 2010    | Brit Formula–3-as bajnokság        | Double R Racing           | 30          | 1           | 1           | 3               | 4                | 136         | 5.          |
| 2010    | Makaói nagydíj                     | Double R Racing           | 1           | 0           | 0           | 0               | 0                | –           | 11.         |
| 2011    | Brit Formula–3-as bajnokság        | Carlin Motorsport         | 30          | 7           | 4           | 8               | 17               | 318         | 1.          |
| 2011    | Makaói nagydíj                     | Carlin Motorsport         | 1           | 0           | 0           | 0               | 1                | –           | 2.          |
| 2012    | Daytonai 24 órás verseny           | Michael Shank Racing      | 1           | 0           | 0           | 0               | 1                | 30          | 3.          |
| 2012    | Formula–3 Euroseries               | Carlin Motorsport         | 2           | 0           | 0           | 0               | 0                | –           | HN†         |
| 2012    | Makaói nagydíj                     | Carlin Motorsport         | 1           | 0           | 0           | 0               | 0                | –           | 5.          |
| 2012    | GP2                                | DAMS                      | 24          | 0           | 0           | 0               | 4                | 95          | 10.         |
| 2013    | GP2                                | Carlin Motorsport         | 22          | 0           | 0           | 0               | 6                | 154         | 4.          |
| 2014    | GP2                                | Carlin Motorsport         | 22          | 4           | 1           | 2               | 10               | 224         | 3.          |
| 2014    | Formula–1                          | Williams Martini Racing   | Tesztpilóta | Tesztpilóta | Tesztpilóta | Tesztpilóta     | Tesztpilóta      | Tesztpilóta | Tesztpilóta |
| 2015    | Formula–1                          | Sauber F1 Team            | 19          | 0           | 0           | 0               | 0                | 27          | 13.         |
| 2016    | Formula–1                          | Sauber F1 Team            | 21          | 0           | 0           | 0               | 0                | 2           | 17.         |
| 2018    | WeatherTech SportsCar Championship | Whelen Engineering Racing | 10          | 1           | 0           | 3               | 5                | 277         | 1.          |
| 2018    | Európai Le Mans-széria             | Cetilar Villorba Corse    | 5           | 0           | 0           | 0               | 0                | 4           | 26.         |
| 2018    | Stock Car Brasil                   | Full Time Sports          | 1           | 0           | 0           | 0               | 1                | –           | HN†         |
| 2018–19 | Formula–E                          | Dragon Racing             | 3           | 0           | 0           | 0               | 0                | 0           | 24.         |
| 2019    | WeatherTech SportsCar Championship | Whelen Engineering Racing | 10          | 2           | 1           | 4               | 5                | 297         | 2.          |
| 2020    | WeatherTech SportsCar Championship | Whelen Engineering Racing | 8           | 1           | 1           | 1               | 5                | 232         | 8.          |
| 2021    | WeatherTech SportsCar Championship | Whelen Engineering Racing |             |             |             |                 |                  |             |             |

† Nasr vendég versenyzőként volt jelen, így nem kaphatott pontot a bajnoki értékelésben.

### Teljes GP2-es eredménysorozata
(Táblázat értelmezése)

(Félkövér: pole-pozícióból indult; dőlt: leggyorsabb kört futott) 

| Év   | Csapat | 1         | 2         | 3           | 4          | 5           | 6          | 7          | 8          | 9          | 10         | 11         | 12         | 13        | 14        | 15         | 16        | 17         | 18         | 19         | 20         | 21         | 22         | 23        | 24        | Helyezés | Pont |
| ---- | ------ | --------- | --------- | ----------- | ---------- | ----------- | ---------- | ---------- | ---------- | ---------- | ---------- | ---------- | ---------- | --------- | --------- | ---------- | --------- | ---------- | ---------- | ---------- | ---------- | ---------- | ---------- | --------- | --------- | -------- | ---- |
| 2012 | DAMS   | MAL FEA 6 | MAL SPR 3 | BHR1 FEA Ki | BHR1 SPR 6 | BHR2 FEA 11 | BHR2 SPR 5 | ESP FEA 11 | ESP SPR 9  | MON FEA 17 | MON SPR Ki | EUR FEA Ki | EUR SPR 14 | GBR FEA 6 | GBR SPR 3 | GER FEA 4  | GER SPR 3 | HUN FEA 25 | HUN SPR 8  | BEL FEA 8  | BEL SPR 2  | ITA FEA Ki | ITA SPR 21 | SIN FEA 6 | SIN SPR 7 | 10.      | 95   |
| 2013 | Carlin | MAL FEA 4 | MAL SPR 2 | BHR FEA 4   | BHR SPR 2  | ESP FEA 2   | ESP SPR 3  | MON FEA 4  | MON SPR 4  | GBR FEA Ki | GBR SPR 7  | GER FEA 9  | GER SPR 4  | HUN FEA 3 | HUN SPR 5 | BEL FEA Ki | BEL SPR 8 | ITA FEA Ki | ITA SPR 12 | SIN FEA 2  | SIN SPR 16 | UAE FEA 7  | UAE SPR 18 |           |           | 4.       | 154  |
| 2014 | Carlin | BHR FEA 8 | BHR SPR 4 | ESP FEA 3   | ESP SPR 1  | MON FEA 3   | MON SPR Ki | AUT FEA 1  | AUT SPR Ki | GBR FEA 7  | GBR SPR 1  | GER FEA 5  | GER SPR 2  | HUN FEA 6 | HUN SPR 3 | BEL FEA 4  | BEL SPR 1 | ITA FEA 6  | ITA SPR 6  | RUS FEA 17 | RUS SPR 3  | UAE FEA 4  | UAE SPR 2  |           |           | 3.       | 224  |

* A szezon jelenleg is zajlik.

### Teljes Formula–1-es eredménysorozata
(Táblázat értelmezése)

(Félkövér: pole-pozícióból indult; dőlt: leggyorsabb kört futott) 

| Év   | Csapat   | 1      | 2      | 3      | 4      | 5      | 6      | 7      | 8      | 9      | 10     | 11     | 12     | 13     | 14      | 15     | 16     | 17     | 18     | 19     | 20    | 21     | Helyezés | Pont |
| ---- | -------- | ------ | ------ | ------ | ------ | ------ | ------ | ------ | ------ | ------ | ------ | ------ | ------ | ------ | ------- | ------ | ------ | ------ | ------ | ------ | ----- | ------ | -------- | ---- |
| 2014 | Williams | AUS    | MAL    | BHR Tp | CHN Tp | ESP Tp | MON    | CAN    | AUT    | GBR    | GER    | HUN    | BEL    | ITA    | SIN     | JPN    | RUS    | USA Tp | BRA Tp | UAE    |       |        | —        | —    |
| 2015 | Sauber   | AUS 5  | MAL 12 | CHN 12 | BHR 8  | ESP 12 | MON 9  | CAN 16 | AUT 11 | GBR Ni | HUN 11 | BEL 11 | ITA 13 | SIN 10 | JPN 20† | RUS 6  | USA 9  | MEX Ki | BRA 13 | UAE 15 |       |        | 13.      | 27   |
| 2016 | Sauber   | AUS 15 | BHR 14 | CHN 20 | RUS 16 | ESP 14 | MON Ki | CAN 18 | EUR 12 | AUT 13 | GBR 15 | HUN 17 | GER Ki | BEL 17 | ITA Ki  | SIN 13 | MAL Ki | JPN 19 | USA 15 | MEX 15 | BRA 9 | UAE 16 | 17.      | 2    |

† A versenyt nem fejezte be, de helyezését értékelték, mert a versenytáv több, mint 90%-át teljesítette.

### Le Mans-i 24 órás autóverseny
| Év   | Csapat                 | Csapattárs                          | Autó                  | Kategória | Kör | Összetett Helyezés | Kategória Helyezés |
| ---- | ---------------------- | ----------------------------------- | --------------------- | --------- | --- | ------------------ | ------------------ |
| 2018 | Cetilar Villorba Corse | Roberto Lacorte Giorgio Sernagiotto | Dallara P217 - Gibson | LMP2      | 342 | 19.                | 11.                |
| 2021 | Risi Competizione      | Oliver Jarvis Ryan Cullen           | Oreca 07 - Gibson     | LMP2      | 275 | HN                 | HN                 |

### Daytonai 24 órás autóverseny
| Év   | Csapat                              | Csapattárs                                     | Autó             | Kategória | Kör | Összetett Helyezés | Kategória Helyezés |
| ---- | ----------------------------------- | ---------------------------------------------- | ---------------- | --------- | --- | ------------------ | ------------------ |
| 2012 | Michael Shank Racing Curb-Agajanian | Michael McDowe Jorge Goncalvez Gustavo Yacamán | Riley Mk. XX     | DP        | 761 | 3.                 | 3.                 |
| 2018 | Whelen Engineering Racing           | Mike Conway Eric Curran Stuart Middleton       | Cadillac DPi-V.R | P         | 808 | 2.                 | 2.                 |
| 2019 | Whelen Engineering Racing           | Pipo Derani Eric Curran                        | Cadillac DPi-V.R | DPi       | 593 | 2.                 | 2.                 |
| 2020 | Whelen Engineering Racing           | Mike Conway Pipo Derani Filipe Albuquerque     | Cadillac DPi-V.R | DPi       | 822 | 7.                 | 7.                 |
| 2021 | Whelen Engineering Racing           | Mike Conway Pipo Derani Chase Elliott          | Cadillac DPi-V.R | DPi       | 783 | 8.                 | 6.                 |

### Teljes WeatherTech SportsCar Championship eredménysorozata
(Táblázat értelmezése)

(Félkövér: pole-pozícióból indult; dőlt: leggyorsabb kört futott) 

| Év   | Csapat                    | Osztály | Kasztni          | Motor             | 1     | 2     | 3     | 4     | 5     | 6     | 7     | 8     | 9     | 10    | Helyezés | Pont |
| ---- | ------------------------- | ------- | ---------------- | ----------------- | ----- | ----- | ----- | ----- | ----- | ----- | ----- | ----- | ----- | ----- | -------- | ---- |
| 2018 | Whelen Engineering Racing | P       | Cadillac DPi-V.R | Cadillac 5.5 L V8 | DAY 2 | SEB 3 | LBH 7 | MDO 8 | DET 1 | WGL 7 | MOS 3 | ELK 3 | LAG 5 | PET 8 | 1.       | 277  |
| 2019 | Whelen Engineering Racing | DPi     | Cadillac DPi-V.R | Cadillac 5.5 L V8 | DAY 2 | SEB 1 | LBH 6 | MDO 4 | DET 2 | WGL 7 | MOS 4 | ELK 4 | LAG 3 | PET 1 | 2.       | 297  |
| 2020 | Whelen Engineering Racing | DPi     | Cadillac DPi-V.R | Cadillac 5.5 L V8 | DAY 7 | DAY   | SEB 1 | ELK 3 | ATL 3 | MDO 2 | PET 5 | LAG 3 | SEB 6 |       | 8.       | 232  |
| 2021 | Whelen Engineering Racing | DPi     | Cadillac DPi-V.R | Cadillac 5.5 L V8 | DAY 6 | SEB 6 | MDO 2 | DET 2 | WGL 4 | WGL 1 | ELK 1 | LAG 3 | LBH 1 | PET 2 | 1.       | 3407 |

* A szezon jelenleg is zajlik.

### Teljes Európai Le Mans-széria eredménylistája
(Táblázat értelmezése)

(Félkövér: pole-pozícióból indult; dőlt: leggyorsabb kört futott) 

| Év   | Csapat                 | Osztály | Kasztni      | Motor                 | 1   | 2     | 3      | 4      | 5       | 6      | Helyezés | Pont |
| ---- | ---------------------- | ------- | ------------ | --------------------- | --- | ----- | ------ | ------ | ------- | ------ | -------- | ---- |
| 2018 | Cetilar Villorba Corse | LMP2    | Dallara P217 | Gibson GK428 4.2 L V8 | LEC | MNZ 9 | RBR 11 | SIL 13 | SPA 10‡ | ALG 11 | 26.      | 4    |

‡ A versenyt félbeszakították, és mivel nem teljesítették a táv 75%-át, így csak a pontok felét kapta meg.

### Teljes Formula–E eredménylistája
(Táblázat értelmezése)

(Félkövér: pole-pozícióból indult; dőlt: leggyorsabb kört futott) 

| Év      | Csapat      | 1   | 2   | 3   | 4      | 5      | 6      | 7   | 8   | 9   | 10  | 11  | 12  | 13  | Helyezés | Pont |
| ------- | ----------- | --- | --- | --- | ------ | ------ | ------ | --- | --- | --- | --- | --- | --- | --- | -------- | ---- |
| 2018–19 | Geox Dragon | ADR | MAR | SAN | MEX 19 | HKG Ki | SNY Ki | ROM | PAR | MON | BER | BRN | NYC | NYC | 24.      | 0    |

## Magánélete
Nasr libanoni származású. Nagyapja az 1960-as években emigrált Brazíliába. Az ázsiai konyha kedvelője. Favorizált filmjei többek között a Star Wars és a James Bond sorozatok. Kedvenc zeneszerzői közé tartozik Johnny Cash, Bob Dylan és a Dire Straits. Magánidejében sportol és halászik, emellett szereti a mechanikát is. Kedvenc versenyzője Ayrton Senna és a kedvenc versenypályája pedig a Circuit de Spa-Francorchamps. Amir Nasr unokaöccse, aki tulajdonosa a legsikeresebb dél-amerikai Formula–3-as csapatnak, amely segített számos brazil versenyzőnek, mint például: Hélio Castroneves, Cristiano da Matta, Antônio Pizzonia, Luciano Burti és Bruno Junqueira. A portugálon kívül, folyékonyan beszél angolul és olaszul.